# Wiesław Domaniewski
Wiesław Domaniewski (ur. 2 stycznia 1896 w Warszawie, zm. 29 października 1992 w Bydgoszczy) – żołnierz, działacz polityczny i społeczny, prezes Instytutu Józefa Piłsudskiego w Ameryce.

## Życiorys
Urodził się 2 stycznia 1896 w Warszawie. Był synem Czesława Domaniewskiego h. Lubicz (1861–1936) i Zofii z domu Janiszewska h. Ostoja. Miał brata Jerzego (zm. 1945 w Oranienburgu) i trzy siostry: Irenę (1894–1984), Halinę (1897–1973) i Wandę (1899–1977). Jego żoną była Zofia Domaniewska z domu Sobolewska primo voto Godlewska (zm. 1983). 
Od 1916 był członkiem POW. W latach 1919–1920 w czasie wojny polsko-bolszewickiej służąc w 35 pułku piechoty walczył na Wołyniu. W 1921 ukończył studia na Wydziale Prawa i Nauk Politycznych Uniwersytetu Warszawskiego, w latach późniejszych naukę kontynuował w Berlinie i Paryżu. W okresie 1921–1922 pracował w warszawskiej ekspozyturze Związku Przemysłowców Bielsko-Bialskich. Od 1926 pracował w Prezydium Rady Ministrów. W latach 1928–1930 był zastępcą Sekretarza Państwowego Banku Rolnego, 1932–1933 radcą finansowym Ambasady RP w Paryżu, 1933– naczelnik wydziału w Ministerstwie Skarbu, 1937–1939 dyrektorem Departamentu Obrotu Pieniężnego Banku Polskiego. W lipcu 1939 został mianowany wiceprezesem Banku Gospodarstwa Krajowego. Po wybuchu II wojny światowej wraz z gen. Romanem Góreckim przeprowadzili akcję ratowania aktywów Banku Polskiego, a także wywiózł z Polski najcenniejsze zabytki piśmiennictwa, w tym pelplińską Biblię Gutenberga. W latach 1942–1944 pełnił funkcję Radcy Ekonomicznego Ambasady RP w Waszyngtonie. Po zakończeniu wojny pozostał na emigracji w USA. Był długoletnim członkiem Instytutu Józefa Piłsudskiego w Ameryce. W 1958 był przewodniczącym Komisji Rewizyjnej, w latach 1967–1987 był członkiem Rady Instytutu, a w latach 1972–1980 był skarbnikiem Instytutu. Od 28 marca 1969 do 17 marca 1972 był prezesem Instytutu. 
Zmarł 29 października 1992 w Bydgoszczy, a 18 grudnia 1992 został pochowany na Cmentarzu Les Champeaux w Montmorency pod Paryżem. 

## Ordery i odznaczenia
- Krzyż Oficerski Orderu Odrodzenia Polski (11 listopada 1936)[2]
- Złoty Krzyż Zasługi (10 listopada 1933)[1]
- Krzyż Komandorski z Gwiazdą Orderu Wazów (Szwecja, 1937)[3]